# Escut de Montcada i Reixac
L'escut oficial de Montcada i Reixac té el següent blasonament:
Escut caironat: de gules, 8 besants d'or posats en dos pals. Per timbre una corona de baró.

## Història
Va ser aprovat l'1 de març de 1995 i publicat al DOGC el 13 del mateix mes amb el número 2023.
El castell de Montcada (segle xi) va esdevenir el centre d'una important baronia, que el 1390 fou venuda a la ciutat de Barcelona. Els vuit besants d'or sobre camper de gules són les armories dels barons, la família Montcada.